# Pikku Typpyräjärvi
Pikku Typpyräjärvi är en sjö i Pajala kommun i Norrbotten och ingår i Kalixälvens huvudavrinningsområde. Sjön har en area på 0,0873 kvadratkilometer och ligger 183,9 meter över havet.

## Delavrinningsområde
Pikku Typpyräjärvi ingår i det delavrinningsområde (744571-181903) som SMHI kallar för Ovan Kenttäjoki. Medelhöjden är 188 meter över havet och ytan är 13,57 kvadratkilometer. Räknas de 4 avrinningsområdena uppströms in blir den ackumulerade arean 155,93 kvadratkilometer. Teurajoki (Jierijoki) som avvattnar avrinningsområdet har biflödesordning 2, vilket innebär att vattnet flödar genom totalt 2 vattendrag innan det når havet efter 177 kilometer. Avrinningsområdet består mestadels av skog (50 procent) och sankmarker (44 procent). Avrinningsområdet har 0,09 kvadratkilometer vattenytor vilket ger det en sjöprocent på 0,6 procent.